# Stichting Leerplanontwikkeling

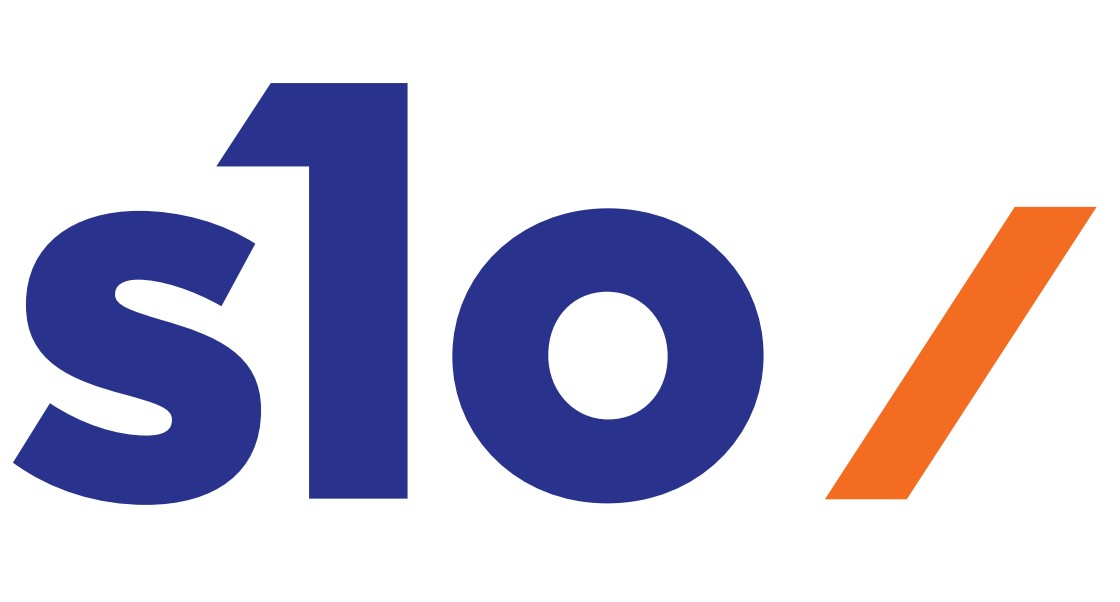
Logo

SLO, statutaire naam Stichting leerplanontwikkeling, is een Nederlandse organisatie die de curricula ontwikkelt voor het primair, speciaal en voortgezet onderwijs. Dat gebeurt in opdracht van het Ministerie van OCW. SLO komt door samenwerking met verschillende partijen uit het onderwijsveld tot een curriculum. Dat is met o.a. leren en scholen, vakverenigingen, brancheverenigingen, lerarenopleiders en pabo's. 
De taken van SLO zijn:
- SLO is betrokken bij het opstellen en valideren van landelijke onderwijsdoelen. Dit zijn bijvoorbeeld kerndoelen, eindtermen, examenprogramma’s, referentieniveaus en doorlopende leerlijnen.
- SLO maakt samen met scholen voorbeelduitwerkingen en probeert ze uit in de praktijk. Dit kunnen leerplanvarianten zijn, of lesmaterialen.
- SLO bevordert kennis en deskundigheid op curriculumgebied en brengt evaluaties en adviezen uit over vakspecifieke en algemene curriculumontwikkelingen.
- SLO zorgt voor wetenschappelijke onderbouwing en betrekt goede voorbeelden uit het buitenland in het werk.